# Kraljevi ulice

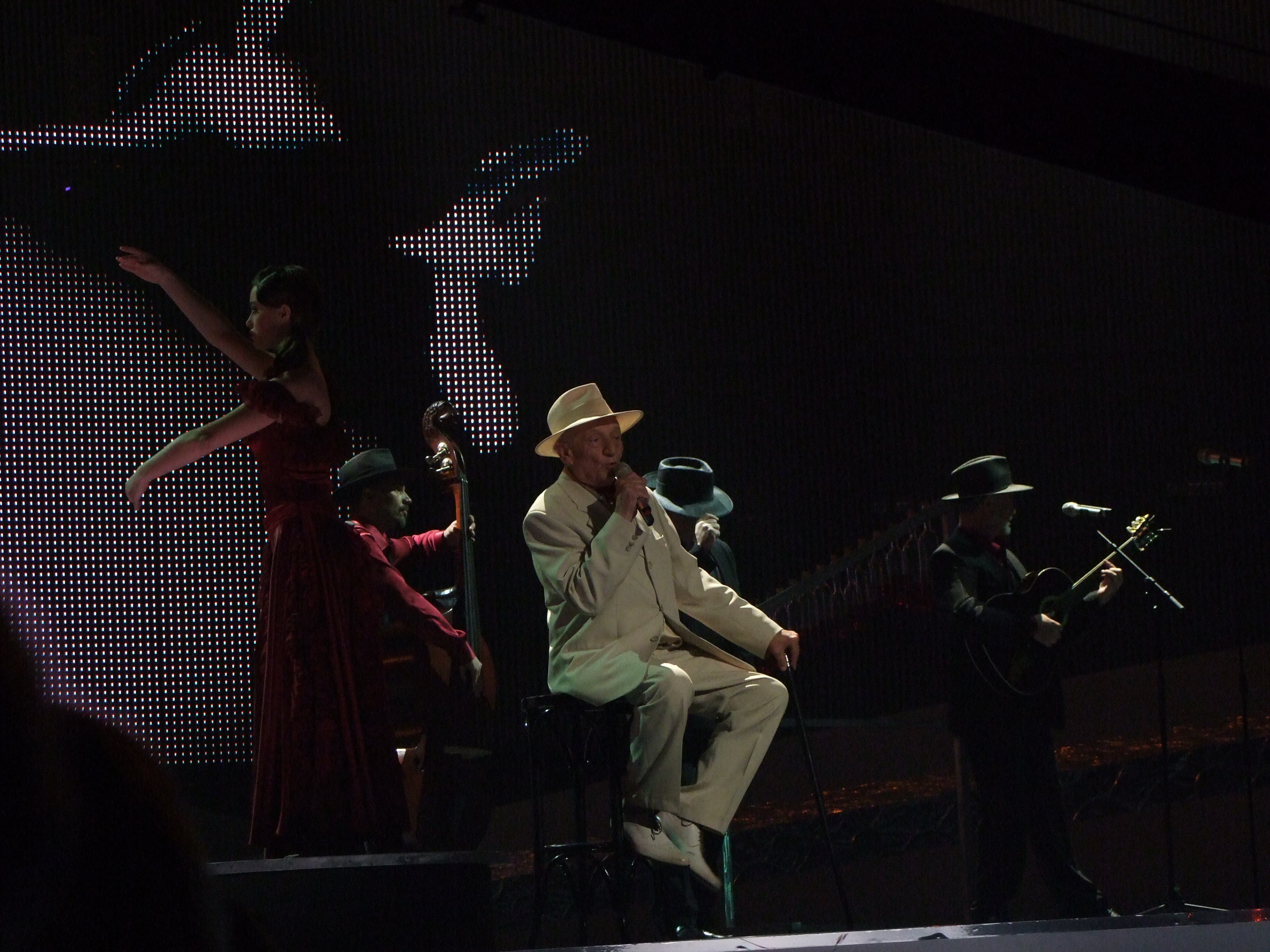
Kraljevi Ulice i 75 Cents, Konkurs Piosenki Eurowizja 2008

Kraljevi Ulice – zespół grajków ulicznych powstały w 1987 roku w Zagrzebiu. 
Grupa ma na swoim koncie występy na ulicach największych europejskich miast, tj. Paryż, Amsterdam, Bruksela, Lublana, Monachium, Praga, Wiedeń czy Wenecja. Najczęściej jednak spotkać ich można w stolicy Chorwacji, a także w Opatii, Puli i Rijeki. 
Skład zespołu to Hadzi (główny wokal, skrzypce), Pajo (gitara, wokal) oraz Laka (harmonijka) i Zoc (bas). W repertuarze Kraljevi Ulice znaleźć można największe chorwackie, staromiejskie, zagrzebskie i dalmatyńskie szlagiery. W swojej dyskografii zespół ma już 18 albumów. Od paru lat aktywnie uczestniczą także w społeczno-kulturalnym życiu Chorwatów. Są organizatorami imprezy Cest is d' Best, corocznej parady Martin je u Zagrebu czy manifestacji pod nazwą Adwent w sercu Zagrzebia. 
Romanca to ich trzecie preselekcyjne podejście. Przygodę z festiwalem Dora rozpoczęli w 2006 roku utworem "Kao san", dzięki któremu zajęli drugie miejsce. Rok później wraz ze śpiewaczką operową Sandrą Bagarić zaprezentowali Piosenkę za pieniądze, która również zdobyła drugie miejsce.